# Hadena petroffi
Hadena petroffi är en fjärilsart som beskrevs av Edward P. Wiltshire 1948. Hadena petroffi ingår i släktet Hadena och familjen nattflyn. Inga underarter finns listade i Catalogue of Life.